# Ryusei Makiguchi
Ryusei Makiguchi (nacido el 3 de mayo de 1991) es un tenista profesional de Japón, nacido en la ciudad de Cochabamba.

## Carrera
Su mejor ranking individual es el n.º 461 alcanzado el 6 de octubre de 2014, mientras que en dobles logró la posición 390 el 3 de noviembre de 2014.
No ha logrado hasta el momento títulos de la categoría ATP ni de la ATP Challenger Tour.